# Katoliška narodna stranka
Katoliška narodna stranka (kratica KNS) je bila slovenska politična stranka, ki se je kasneje preimenovala v Slovensko ljudsko stranko.  
Katoliška narodna stranka je bila ustanovljena leta 1892 v Ljubljani za delovanje na ozemlju Kranjske. Njen prvi predsednik je bil Karel Klun, ki je vodil slovenske poslance v avstrijskem državnem zboru na Dunaju. Po smrti Karla Kluna je postal novi predsednik Fran Povše, ki je stranko vodil do konca devetdesetih let 19. stoletja. Sprva je imela stranka katoliškokonservativno usmeritev, nato pa je prevzela krščanskosocialni program. Stranka se je zavzemala za demokratizacijo Avstro-Ogrske, splošno volilno pravico, slovensko avtonomijo v cesarstvu in za izboljšanje socialnega položaja delavcev in kmetov. Stranka je bila konec 19. stoletja v kranjskem deželnem zboru v opoziciji ob vladajoči koaliciji slovenskih in nemških liberalcev. Stranko sta odločilno zaznamovala Ivan Šusteršič in Janez Evangelist Krek, ki sta vzpostavila mrežo zadrug in posojilnic za pomoč kmetom in delavcem. Ti so bili glavna volilna baza stranke. 27. novembra 1905 je glavni odbor KNS sprejel sklep o preimenovanju stranke v Slovensko ljudsko stranko.